# English River (St. Kitts)
English River ist ein so genannter ghaut (gut), ein ephemeres Gewässer ähnlich einer Fiumara, in St. Kitts, im karibischen Inselstaat St. Kitts und Nevis.

## Geographie
Der Fluss entspringt in der South East Range im Süden von St. Kitts. Er schließt das Gebiet von Trinity in Saint Thomas Middle Island nach Osten ab. Er verläuft nach Süden und mündet bald an einem eigenen kleinen Flussdelta, welches eine Landmarke der Palmetto Bay darstellt.